# Stensjön (Hamrånge socken, Gästrikland)
Stensjön är en sjö i Gävle kommun i Gästrikland och ingår i Hamrångeåns huvudavrinningsområde. Sjön är 1,8 meter djup, har en yta på 0,574 kvadratkilometer och befinner sig 56 meter över havet.

## Delavrinningsområde
Stensjön ingår i det delavrinningsområde (676594-156448) som SMHI kallar för Utloppet av Stensjön. Medelhöjden är 59 meter över havet och ytan är 2,97 kvadratkilometer. Räknas de 3 avrinningsområdena uppströms in blir den ackumulerade arean 6,45 kvadratkilometer. Vattendraget som avvattnar avrinningsområdet har biflödesordning 2, vilket innebär att vattnet flödar genom totalt 2 vattendrag innan det når havet efter 24 kilometer. Avrinningsområdet består mestadels av skog (65 procent). Avrinningsområdet har 0,54 kvadratkilometer vattenytor vilket ger det en sjöprocent på 18,2 procent.